# Rittich Jenő
Rittich Jenő, Réti (Újarad, 1889. január 13. – Kelowna, British Columbia, Kanada, 1961. december 24.) olimpiai ezüstérmes magyar tornász.
Részt vett az 1912. évi nyári olimpiai játékokon Stockholmban. Egy torna versenyszámban indult, a csapatverseny meghatározott szereken. Ebben a számban ezüstérmes lett 15 csapattársával együtt.
Klubcsapata a Budapesti Budai Torna Egylet volt.